# The Senior Allstars

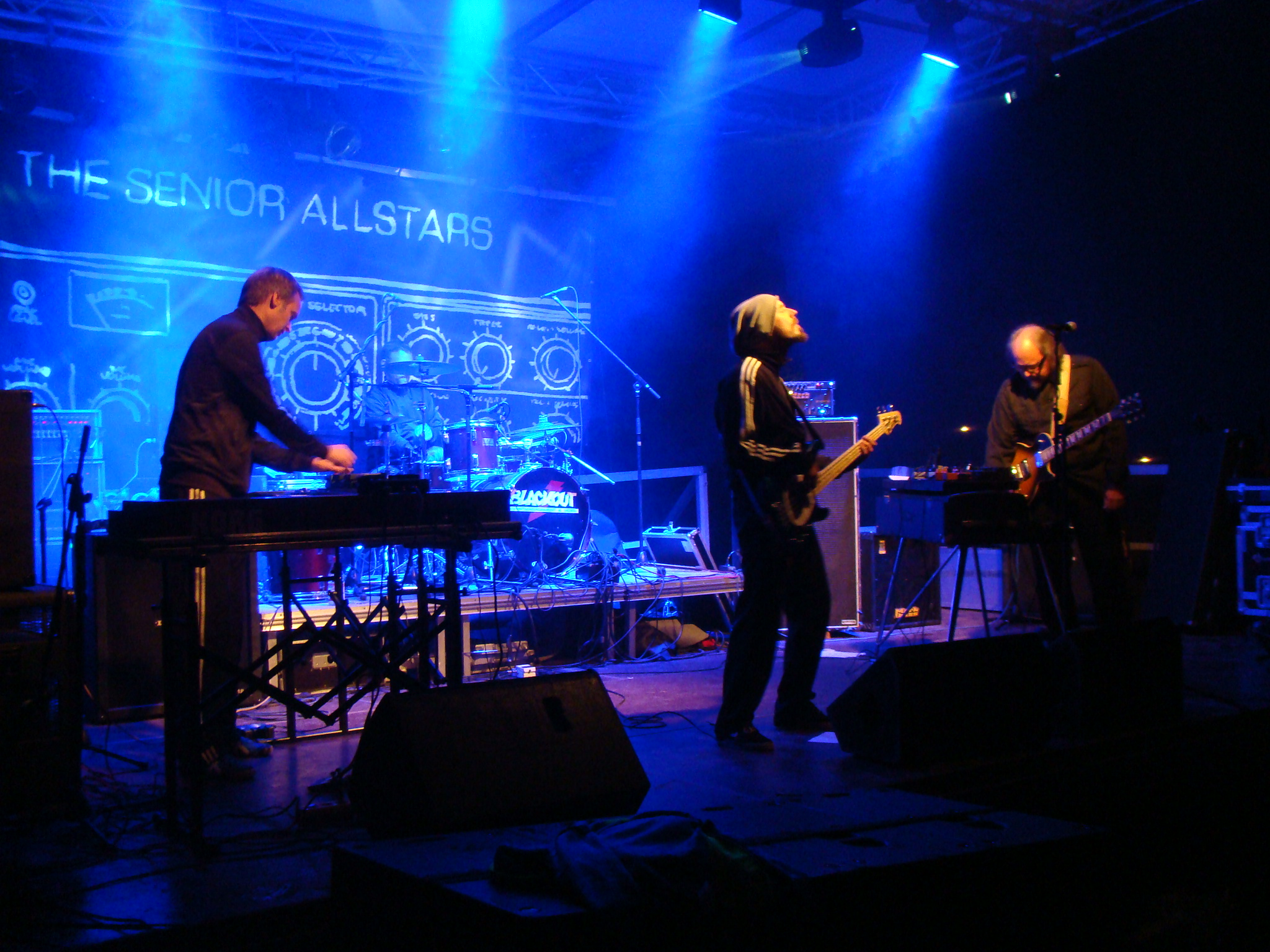
Senior Allstars, live beim Römersee Open Air, Bad Rappenau-Zimmerhof, 16. August 2014

The Senior Allstars ist eine deutsche Instrumentalband aus den Bereichen Reggae, Dub und Ska aus dem Münsterland.

## Bandgeschichte
Bekannt wurde die Band zunächst durch ihre langjährige Zusammenarbeit mit dem Ska- und Reggae-Interpreten Dr. Ring-Ding (siehe auch Dr. Ring-Ding & The Senior Allstars). Hier erwarb sie durch zahlreiche Veröffentlichungen und unzählige Tourneen internationales Renommee. Doch schon während dieser Zeit pflegten die Senior Allstars zunächst nebenbei ihre besondere Vorliebe für die rein instrumentale Spielart jamaikanischer Musik. Ihrer ersten EP Sniff aus dem Jahre 1999 folgten weitere Alben, Singles und Samplerbeiträge.

## Besetzung
- Markus Dassmann – Gitarre, Melodica
- Arne Warthorst – Keyboard
- Gudze –  Bass
- Thomas Hoppe – Schlagzeug

Während einer Pause (2005 bis 2007) von Arne Piri übernahm Gitarrist Markus Dassmann auch die Keyboards. Oliver Wienand (Tenorsaxophon, Live Dubs) schied 2009 aus der Band aus.

## Diskografie

### Alben
- Soul from Dubdown - Darker Than Blue (CD, Echo Beach / Indigo 2019)
- Elated (LP, Grover Records 2017)
- Dub from Jamdown - Darker than Blue (LP/CD, Echo Beach / Indigo 2015)
- Verbalized and dubbed (LP/CD, Skycap 2014)
- What Next? (LP/CD, Skycap 2012)
- In Dub (LP/CD, Skycap 2011)
- Hazard (CD, Skycap 2009 / LP, liquidator music 2009)
- Come Around (CD, Skycap 2008 / LP, liquidator music 2008)
- Red Leaf (LP/CD, Grover Records 2006)
- Nemo (LP/CD, Grover Records 2000)
- Sniff (12″, Grover Records 1999)

### 7" Singles
- Three Coins In The Fountain / Jammin´ (7″, Grover Records 2001)

### Samplerbeiträge
- V.A. – Up Your Ears 3 (Grover Records 1999)
- V.A. – Grover 50 (Grover Records 2000)
- V.A. – Speechless (Grover Records 2003)
- V.A. – The 3rd Era Of Ska (Avex, Japan 2004)
- V.A. – Kingston Lounge Sampler (Grover Records 2004)
- V.A. – King Size Dub Volume 12 (Echo Beach 2007)
- V.A. – King Size Dub Volume 13 (Echo Beach 2010)